# Ильинский, Анатолий Серафимович
Анатолий Серафимович Ильинский (13 августа 1939, Москва — 23 января 2024, Москва) — советский и российский учёный в области математической физики, доктор физико-математических наук, профессор, заведующий лабораторией вычислительной электродинамики ВМК МГУ.

## Биография
В 1956 году окончил среднюю школу № 518 в Москве. В 1962 году окончил физический факультет МГУ. В 1965 году окончил аспирантуру физического факультета МГУ.
Кандидат физико-математических наук (1966). Тема диссертации: «Распространение электромагнитных волн в нерегулярных волноводах переменного сечения» (научный руководитель — Алексей Свешников).
Доктор физико-математических наук (1974). Тема диссертации: «Численные методы исследования задач дифракции на периодических структурах и в неоднородных средах».
В 1970 году присвоено звание старшего научного сотрудника. В 1974 году присвоено звание доцента. В 1977 году присвоено звание профессора.
Лауреат Государственной премии СССР (1976). Награждён орденом «Знак Почёта» (1980). Лауреат Ломоносовской премии МГУ (1983). Лауреат премии Совета Министров СССР (1986). Награждён орденом Почёта (2003). Отмечен медалями ВДНХ. Заслуженный деятель науки и техники РСФСР (13.05.1991). Заслуженный профессор Московского университета (1994).
С 1962 по 1982 год работал в Вычислительном центре МГУ в должностях инженера, младшего научного сотрудника, заведующего сектором НИВЦ МГУ, заведующего лабораторией НИВЦ МГУ.
С 1977 года — профессор кафедры вычислительной математики факультета ВМК МГУ.
С 1982 года — профессор кафедры математической физики, заведующий лабораторией вычислительной электродинамики факультета ВМК МГУ.

## Преподавательская деятельность
Преподаёт основные дисциплины по специальности прикладная математика, курсы вычислительных методов, уравнений математической физики, численных методов решения интегральных и функциональных уравнений, вариационных методов решения краевых задач математической физики, истории и методологии вычислительной математики и информатики.

## Область научных интересов
Вычислительная математика, математическое моделирование, математическая физика, теория электромагнитных волн, радиофизика.

## Научная деятельность
Основные научные результаты связаны с исследованием волновых явлений в неоднородных средах, волноводах, антенных решётках и теории дифракции.
Анатолий Ильинский принимал активное участие в выполнении научных проектов по разработке излучающих систем для радиолокационных, связных и навигационных систем.
Член редколлегий журнала РАН «Радиотехника и электроника» (с 1986) и «Вестник Московского университета», серия 15 (Вычислительная математика и кибернетика).
Член докторского диссертационного совета ВМК МГУ «Вычислительная математика» .
Среди учеников — 5 докторов наук, всего под руководством Ильинского защищено более 30 кандидатских диссертаций.

## Научные публикации
Сделал более 70 докладов на научных конференциях.
Автор более 300 научных статей, 19 научных трудов, в том числе изданных на английском языке:
- Галишникова Т. Н., Ильинский А. С. Метод интегральных уравнений в задачах дифракции волн — М.: МАКС Пресс, 2013. — 248 с. ISBN 978-5-317-04603-3
- Ilyinsky A.S., Smirnov Yu G. Electromagnetic Wave Diffraction by Conducting Screens pseudodifferential operators in diffraction problems — Utrecht (Netherlands), VSP, 1998. — 114 p.
- Ильинский А. С., Смирнов Ю. Г. Дифракция электромагнитных волн на проводящих тонких экранах. Псевдо дифференциальные операторы в задачах дифракции — М.: ИПРЖ (Издательское предприятие редакции журнала) «Радиотехника», 1996. — 176 с.
- Il’inskii A.S., Slepjan A.Ja., Slepjan G.Ja. Propagation Scattering and Dissipation of electromagnetic waves — London (UK), The IEE and Peter Peregrinous Ltd. Electromagnetic Waves. Series 36, 1993. — 275 p.